# Zehnder
Zehnder Group AG er en schweizisk producent af varmeteknik, ventilation og aircondition. Virksomheden har hovedkvarter i Gränichen, Aargau.
I 1895 etablerede Jakob Zehnder et mekanikværksted i Gränichen. Virksomheden kendes i 1912 som J. Zehnder & Söhne.